# ناداستان
ناداستان یا ادبیات غیرداستانی (به انگلیسی: Non-fiction) به نوشته‌های واقعیت‌محور گفته می‌شود که عناصر تشکیل‌دهنده آنها وجود دارند. نمونه این عناصر انسان‌ها، اماکن، تاریخ‌ها، آمار، و اطلاعات مستند هستند. این درحالی است که در افسانه یا نوشته غیرواقعیت‌محور، همه یا بخشی از اطلاعات صورت‌بندی واقعی ندارند و زادهٔ طرح و تخیل نویسنده هستند. نوشته واقعیت‌محور، محتوایی است که گاه به شکل روایت و گاهی به شکلی غیرروایی نوشته می‌شود. در این گونه، نویسنده با نیت خیر، برای توسعه حقیقت، تشریح وقایع، معرفی اشخاص، یا ارائه اطلاعات، مسئولیت می‌پذیرد. در مقابل، در نوشته‌های غیرواقعیت‌محور (داستان)، خالق اثر صریحاً یا تلویحاً از واقعیت سربازمی‌زند و اینگونه به عنوان ادبیات داستانی (غیرواقعیت‌محور) طبقه‌بندی می‌شود.
هدف ادبیات غیرداستانی تعلیم عامه مردم از طریق تغییر و اصلاح نگرش، رشد افکار، ترغیب، یا بیان تجارب و واقعیات از طریق مکاشفهٔ مبتنی بر واقعیت است. البته به معنی آموزش کلاسیک و کاملاً علمی و تخصصیِ عاری از ملاحظات زیباشناختی نیست. ژانر ادبیات غیرداستانی به مضمون‌های بی‌شماری می‌پردازد و فرم‌های متنوعی دارد. برخی از انواع ادبی غیر داستانی را می‌توان در بخش نثر تعلیمی که خود زیرمجموعهٔ ادبیات تعلیمی است طبقه‌بندی کرد.

## تفاوت‌ها
تکنیک‌های روایی متعددی که در داستان‌نویسی به کار می‌روند، عموماً برای استفاده در آثار غیرداستانی نامناسب تلقی می‌شوند. این تکنیک‌ها، به‌ویژه در آثار قدیمی‌تر، همچنان وجود دارند اما معمولاً به گونه‌ای کاهش داده می‌شوند که اطلاعات موجود در اثر را تحت‌الشعاع قرار ندهند. سادگی، وضوح و مستقیم‌بودن از مهم‌ترین ملاحظات هنگام تولید آثار غیرداستانی هستند. مخاطب در هر فعالیت هنری یا توصیفی اهمیت دارد، اما این اهمیت در آثار غیرداستانی شاید به اوج خود می‌رسد.
در آثار داستانی، نویسنده انتظار دارد که خوانندگان تلاش کنند مسیر تم‌های غیرمستقیم یا انتزاعی را دنبال و تفسیر کنند، در حالی که تولید آثار غیرداستانی بیشتر بر ارائه مستقیم اطلاعات تمرکز دارد. درک نیازهای احتمالی خوانندگان از اثر و دانش قبلی آن‌ها دربارهٔ یک موضوع، برای تولید اثر غیرداستانی مؤثر بسیار ضروری است.
با وجود ادعای حقیقت در آثار غیرداستانی، گاهی لازم است خواننده را متقاعد کنید که با ایده‌های ارائه‌شده موافقت کند؛ بنابراین، داشتن استدلالی متوازن، منسجم و مبتنی بر دانش، بسیار حیاتی است. با این حال، مرز بین داستان و غیرداستان همواره محل بحث و گاه تداخل است، به‌ویژه در زمینه زندگینامه‌نویسی. همان‌طور که ویرجینیا وولف گفته است: «اگر حقیقت را چیزی به‌سختی گرانیت و شخصیت را چیزی به لطافت رنگین‌کمان تصور کنیم و بیندیشیم که هدف زندگینامه‌نویسی ترکیب این دو در یک کل یکپارچه است، خواهیم پذیرفت که این مسئله دشوار است و تعجب نخواهیم کرد که چرا زندگینامه‌نویسان، در بیشتر موارد، در حل آن ناکام مانده‌اند.»
درج اطلاعاتی که نویسنده می‌داند نادرست هستند، معمولاً در این نوع آثار غیرداستانی نادرست تلقی می‌شود. با این حال، برخی از انواع آثار مکتوب می‌توانند به‌طور مشروع داستانی یا غیرداستانی باشند، مانند ژورنال‌های شخصی، نامه‌ها، مقالات مجلات و سایر آثار مبتنی بر تخیل. اگرچه این آثار معمولاً یکی از این دو دسته را تشکیل می‌دهند، ترکیبی از هر دو نیز ممکن است. برخی از داستان‌ها ممکن است شامل عناصر غیرداستانی باشند؛ به‌عنوان مثال، نیمه‌داستان به معنای داستانی است که بخش قابل‌توجهی از عناصر غیرداستانی را به کار می‌گیرد (مانند توصیف داستانی مبتنی بر یک ماجرای واقعی). برخی از آثار غیرداستانی نیز ممکن است عناصری از حدس‌وگمان، استنتاج یا تخیل را برای روان‌تر کردن روایت در خود جای دهند، اما گنجاندن نادرستی‌های آشکار، اعتبار آن را به‌عنوان یک اثر غیرداستانی خدشه‌دار می‌کند.
صنعت نشر و فروش کتاب گاهی از اصطلاح «غیرداستانی ادبی» برای تمایز آثاری با گرایش‌های ادبی یا فکری بیشتر، در مقایسه با سایر موضوعات غیرداستانی، استفاده می‌کند. خلاصه کتاب می‌تواند در این میان نقش مهمی ایفا کند، زیرا تلاش می‌کند اطلاعات موجود در آثار غیرداستانی را به شکلی ساده، روشن و مستقیم به مخاطبان ارائه دهد.

## گونه‌ها
- زندگی‌نامه
- سفرنامه
- دانشنامه
- فرهنگ‌ها
- اطلس‌ها و کتاب‌های جغرافیایی
- کتاب‌های تاریخی
- کتاب‌های درسی
- نوشته‌های کمک‌درسی
- کتاب‌های علمی-آموزشی
- طرح درس‌ها
- مقاله‌های پژوهشی
- خبر
- گزارش‌های ویژه
- یادداشت‌ها
- گفت‌وگو
- یادداشت‌های روزانه
- نامه
- سند
- نوشته‌های دین‌شناسی
- نقدهای ادبی